# Reblec
Il Reblec o réblèque (omofoni - pron. fr. AFI: [ʁeblɛk]) è un formaggio fresco, di piccola pezzatura, ricavato dalla panna affiorata spontaneamente, alla quale viene aggiunto latte crudo intero.
Se durante la produzione viene aggiunta anche la panna prende il nome di reblec de crama, che in patois valdostano significa "reblec di panna".

## Etimologia
Il nome deriva dal termine del patois valdostano reblètsé, che significa vuotare i capezzoli delle vacche dopo la mungitura, reiterativo del verbo blètsé, che significa "mungere".
È la stessa etimologia del Reblochon.

## Descrizione
Prodotto in Valle d'Aosta, può essere consumato già dodici ore dopo la sua lavorazione.
Viene servito anche come dessert, condito con zucchero o cannella o con una spolverata di cacao.